# قلعة موسى خان
قلعة موسی‌ خان هي قرية في مقاطعة تيران وكرون، إيران. عدد سكان هذه القرية هو 119 في سنة 2006.